# Conroe (Texas)
Conroe ist die Bezirkshauptstadt und Sitz der Countyverwaltung (County Seat) des Montgomery County im US-Bundesstaat Texas in den Vereinigten Staaten. Das U.S. Census Bureau hat bei der Volkszählung 2020 eine Einwohnerzahl von 89.956 ermittelt.

## Geographie
Die Stadt liegt an der Interstate 45 nahezu zentral im County, im Südosten von Texas, ist im Süden etwa 100 Kilometer vom Golf von Mexiko entfernt und hat eine Gesamtfläche von 98,1 km². Die Stadt stellt eine principal city der Metropolregion Greater Houston dar.

## Geschichte
Die erste Besiedlung dieser Gegend begann um 1830. Benannt wurde die Stadt nach Isaac Conroe, einem Holzfäller, der 1881 in diese Gegend kam und eine Sägemühle am Stewarts Creek errichtete, mit der er die International-Great Northern Railroad mit Bauholz versorgte, wobei eine kleine Nebenstrecke seinen Betrieb mit der Hauptstrecke verband. 1884 wurde in dem Sägewerk das erste Postbüro eröffnet.
Um 1885 erweiterte die Gulf, Colorado and Santa Fe Railway ihr Netz um die Strecke Navasota-Montgomery und das Holzgewerbe blühte erneut auf. 1889 war die Einwohnerzahl auf 300 gestiegen und die Stadt wurde zum Sitz der Countyverwaltung. 1892 gab es bereits fünf mit Dampf betriebene Mühlen. In den 30er Jahren erlebte die Stadt einen Ölboom, an dessen Spitze die Einwohnerzahl auf über 10.000 anstieg.

## Demographie
Nach der Volkszählung im Jahr 2000 lebten hier 36.811 Menschen in 13.145 Haushalten und 8.728 Familien. Die Bevölkerungsdichte betrug 376,1 Einwohner pro km2. Ethnisch betrachtet setzte sich die Bevölkerung zusammen aus 71,16 % weißer Bevölkerung, 11,13 % Afroamerikanern, 0,40 % amerikanischen Ureinwohnern, 0,95 % Asiaten, 0,05 % Bewohnern aus dem pazifischen Inselraum und 13,38 % aus anderen ethnischen Gruppen. Etwa 2,93 % waren gemischter Abstammung und 32,62 % der Bevölkerung waren spanischer oder lateinamerikanischer Abstammung.
Von den 13.145 Haushalten hatten 35,3 % Kinder unter 18 Jahre, die im Haushalt lebten. 47,5 % davon waren verheiratete, zusammenlebende Paare. 13,5 % waren allein erziehende Mütter und 33,6 % waren keine Familien. 27,2 % aller Haushalte waren Singlehaushalte und in 9,5 % lebten Menschen, die 65 Jahre oder älter waren. Die Durchschnittshaushaltsgröße betrug 2,73 und die durchschnittliche Größe einer Familie belief sich auf 3,33 Personen.
28,1 % der Bevölkerung waren unter 18 Jahre alt, 13,4 % von 18 bis 24, 31,6 % von 25 bis 44, 17,3 % von 45 bis 64, und 9,7 % die 65 Jahre oder älter waren. Das Durchschnittsalter war 29 Jahre. Auf 100 weibliche Personen aller Altersgruppen kamen 101,2 männliche Personen. Auf 100 Frauen im Alter von 18 Jahren und darüber kamen 98,9 Männer.

Das jährliche Durchschnittseinkommen eines Haushalts betrug 34.123 USD, das Durchschnittseinkommen einer Familie 37.201 USD. Männer hatten ein Durchschnittseinkommen von 29.468 USD gegenüber den Frauen mit 23.025 USD. Das Prokopfeinkommen betrug 16.841 USD. 19,3 % der Bevölkerung und 15,0 % der Familien lebten unterhalb der Armutsgrenze. Davon waren 26,3 % Kinder und Jugendliche unter 18 Jahren und 11,8 % waren 65 oder älter.

## Söhne und Töchter der Stadt
- Jonathan Daviss (* 1999), Schauspieler
- Nancilea Foster (* 1983), ehemalige Wasserspringerin und Olympiateilnehmerin
- Mike Glennon (* 1989), American-Football-Spieler
- Vincent Madeley Harris (1913–1988), Bischof von Austin
- Thomas K. Turnage (1923–2000), General und Leiter der US-Veteranenbehörde